# إدارة الأرشيف والوثائق الوطنية

ختم الأرشيف الوطني الأمريكي

شعار الأرشيف الوطني الأمريكي

إدارة الأرشيف والوثائق الوطنية هي مؤسسة مستقلة تابعة لحكومة الولايات المتحدة الأمريكية مسؤولة عن حفظ وتوثيق وثائق الحكومة التاريخية وزيادة الوصول العمومي إلى تلك الوثائق. إدارة الأرشيف مسؤولة عن الحفاظ على ونشر نسخ من قرارات الكونغرس والمراسيم الرئاسية والتعليمات الفدرالية. يقع مبنى الأرشيف الوطني في واشنطن العاصمة ويبلغ عدد موظفيه حوالي 2400 موظف.

تدار بعض المكتبات الرئاسية الأمريكية من قبل إدارة الأرشيف هذه.

## بعض الوثائق التاريخية والمهمة الموجودة في الأرشيف
- 1774؛1789 : دستور الولايات المتحدة.
- 1776 : إعلان الاستقلال الأمريكي.
- 1789 : وثيقة الحقوق في الولايات المتحدة.
- 1803 : قائمة الإستكشاف و التجارة للرحالة ميريويذر لويس إستعدادا لحملة لويس وكلارك.
- 1803 : معاهدة شراء لويزيانا من فرنسا.
- 1862 : قانون تحرير مقاطعة كولومبيا.
- 1863 : إعلان التحرير.
- 1865 : التعديل الثالث عشر على الدستور الأمريكي المتعلق بإلغاء الرق.
- 1868 : معاهدة شراء ألاسكا من روسيا.
- 1880 : براءة اختراع المصباح الكهربائي للمخترع توماس إديسون.
- 1917 : برقية زيمرمان التي بعثت من وزارة الخارجية الألمانية إلى السفارة الألمانية في المكسيك للطلب من المكسيك الدخول في تحالف مع ألمانيا ضد الولايات المتحدة و لكن تم اعتراضها من قبل المملكة المتحدة التي نقلتها للولايات المتحدة حيث أدت إلى دخولها في حرب مع ألمانيا.
- 1919 : التعديل على دستور الولايات المتحدة لإعطاء حق تصويت النساء.
- 1935 : قانون الضمان الاجتماعي.
- 1941 : خطاب ""يوم العار"" من قبل فرانكلين روزفلت بعد الهجوم على بيرل هاربر من قبل اليابان قبل إعلان الحرب عليها من الكونغرس الأمريكي.
- 1955 : براون ضد مجلس التعليم هو قرار وضع من قبل المحكمة العليا للولايات المتحدة لوضع حد للعزل العنصري في المدارس.

## وصلات خارجية
- الموقع الرسمي